# Гоццано
Гоццано, Ґоццано (італ. Gozzano, п'єм. Gosan) — муніципалітет в Італії, у регіоні П'ємонт,  провінція Новара.
Гоццано розташоване на відстані близько 540 км на північний захід від Рима, 95 км на північний схід від Турина, 37 км на північний захід від Новари.
Населення — 5552 особи (2014).
Щорічний фестиваль відбувається 7 січня. Покровитель — San Giuliano diacono.

## Демографія
Населення за роками:

Станом на 1 січня 2023 року в муніципалітеті офіційно проживало 509 іноземців з 39 країн, серед них 28 громадян країн Євросоюзу та 77 громадян України.

## Сусідні муніципалітети
- Больцано-Новарезе
- Боргоманеро
- Брига-Новарезе
- Гаргалло
- Інворіо
- Орта-Сан-Джуліо
- Поньо
- Сан-Мауриціо-д'Опальйо
- Соризо